# Jiřina Králová
Jiřina Králová (ur. 9 grudnia 1911 w Łazach, zm. 1998 w Czeskim Cieszynie) – czeska etnografka, badaczka Śląska Cieszyńskiego.

## Życiorys
Była córką kierownika szkoły i absolwentką szkoły gospodarstwa domowego. Po zamążpójściu zamieszkała w Opawie. Po 1956 pracowała w Muzeum Těšínska w Czeskim Cieszynie. Zamieszkała z rodziną w tym mieście. Dokumentowała i kompletowała stroje ludowe ze Śląska Cieszyńskiego. Wyniki badań prezentowała na łamach czasopism, m.in. „Radostná země”, „Zprávy Okresního muzea v Českém Těšíně”. Prowadziła badania terenowe. Zajmowała się historią rozwoju stroju ludowego na terenach podgórskich i górskich Beskidu Śląskiego i na pograniczu morawsko-słowackim. Materiały pozyskane w terenie uzupełniała informacjami z kwerend archiwalnych. Promowała kulturę ludową Śląska Cieszyńskiego w filmach dokumentalnych i programach w czechosłowackiej telewizji i radiu. 
Współzałożyła dwa zespoły ludowe: Javorový w Trzyńcu i Slezan w Czeskim Cieszynie. Była ich członkinią. Wykonała dla nich dokumentację redakcyjną i rysunkową w celu rekonstrukcji strojów cieszyńskiego, góralskiego, laskiego i jackowskiego, w których zespoły występowały. Od momentu stworzenia Dni Śląska współpracowała (jako organizatorka i autorka) z komisją programową przy Macierzy Śląskiej w Łomnej Dolnej.
Otrzymała szereg odznaczeń i wyróżnień, m.in. w 1981 honorowe członkostwo w Towarzystwie Etnograficznym Czechosłowacji przy Czechosłowackiej Akademii Nauk w Pradze.

## Upamiętnienie
Z okazji setnej rocznicy jej urodzin w Muzeum Těšínska w Czeskim Cieszynie zorganizowano wystawę jej poświęconą. Do 30 października 2011 była pokazywana w sali wystaw w Orłowej, a następnie między 22 lutego a 22 kwietnia 2012 w siedzibie głównej w Czeskim Cieszynie. Można było zobaczyć jej kolekcję elementów stroju cieszyńskiego, odręczne notatki, rekonstrukcje strojów i wzorniki haftów ze Śląska Cieszyńskiego, a także fotografie oraz karty z badań terenowych autorki.